# Ailill mac Fergusa
Ailill mac Fergusa (mort en 800) fut roi de Sud-Brega du sept Uí Chernaig de Lagore du Síl nÁedo Sláine lignée des Uí Néill du sud. Il est le fils de Fergus mac Fogartaig (mort en 751) et le frère de Máel Dúin mac Fergusa (mort en 785), précédent rois. Il règne de 787 à 800.
Les annales qui relèvent sa mort survenu à la suite d'une chute de cheval le désignent sous le titre de « rex Deisceirt Bregh » c'est-à-dire « Roi de Sud-Brega ».